# Night of Champions (2012)
Night of Champions (2012) foi um evento em pay-per-view de wrestling profissional produzido pela WWE, que ocorreu em 16 de setembro de 2012, no TD Garden em Boston, Massachusetts. Foi o sexto evento Night of Champions anual.
Como nos eventos dos anos anteriores, todos os títulos da WWE foram defendidos: Daniel Bryan e Kane derrotaram R-Truth e Kofi Kingston para ganhar o WWE Tag Team Championship e Eve derrotou Layla para conquistar o Divas Championship. The Miz manteve o Intercontinental Championship, Antonio Cesaro manteve o United States Championship e Sheamus manteve o World Heavyweight Championship. Na luta final da noite, CM Punk empatou com John Cena, mantendo o WWE Championship.
O evento recebeu 189,000 compras, acima do evento do ano anterior, que teve 169,000 compras.

## Antes do evento
Night of Champions teve lutas de wrestling profissional de diferentes lutadores com rivalidades e histórias pré-determinadas que se desenvolveram no Raw, SmackDown e Saturday Morning Slam — programas de televisão da WWE, tal como nos programas transmitidos pela internet - Superstars e NXT. Os lutadores interpretaram um vilão ou um mocinho seguindo uma série de eventos para gerar tensão, culminando em várias lutas. Assim como nas edições anteriores do evento, todos os títulos da WWE foram disputados.
No SummerSlam, Sheamus derrotou Alberto Del Rio de maneira controversa para manter o World Heavyweight Championship. No SmackDown de 24 de agosto, Del Rio derrotou Randy Orton, tornando-se novamente o desafiante pelo título de Sheamus.
Após derrotar John Cena e Big Show no SummerSlam para manter o WWE Championship, CM Punk ganhou o direito de escolher o desafiante pelo título no Night of Champions mediante aprovação da Gerente Geral AJ Lee. No Raw de 20 de agosto, Punk escolheu Cena, o que foi confirmado na semana seguinte.
No Raw de 20 de agosto, Kaitlyn ganhou uma battle royal, tornando-se desafiante pelo Divas Championship de Layla.
No SmackDown de 24 de agosto, Randy Orton impediu Dolph Ziggler de usar seu contrato Money in the Bank contra Sheamus, custando-lhe a oportunidade de conquistar o World Heavyweight Championship. Na semana seguinte, Orton derrotou Ziggler. Três dias depois, no Raw, Ziggler derrotou Orton. Ziggler demandou uma luta contra Orton no Night of Champions com Theodore Long, Conselheiro Sênior do Gerente Geral do SmackDown, Booker T. A luta foi oficializada em 9 de setembro.
Depois do SummerSlam, tanto Daniel Bryan quanto Kane começaram a fazer aulas de terapia para controle de raiva. No Raw de 3 setembro, devido a escolha dos fãs, ambos tiveram que se abraçar. Após o abraço, os dois começaram a se atacar. Na semana seguinte, eles se juntaram e venceram uma luta de duplas contra os Prime Time Players (Darren Young e Titus O'Neil), tornando-se os desafiantes ao WWE Tag Team Championship de R-Truth e Kofi Kingston.
No Raw de 10 de setembro, foi anunciado que no pré-show do evento ocorreria uma battle royal para determinar o desafiante do United States Championship de Antonio Cesaro, que também seria defendido no evento.
No Smackdown de 7 de setembro, Rey Mysterio e Sin Cara derrotaram Cody Rhodes e The Miz em uma luta de duplas após Rhodes aplicar acidentalmente um "Beautiful Disaster" em Miz. No Raw seguinte, Rhodes venceu Mysterio. No SmackDown de 14 de setembro, Sin Cara derrotou The Miz. Quando o combate terminou, Cody Rhodes e Rey Mysterio apareceram. Logo após, Theodore Long oficializou o combate entre os quatro no Night of Champions pelo Intercontinental Championship de The Miz.

## Evento

### Pré-show
| Papel:        | Nome:                               |
| ------------- | ----------------------------------- |
| Comentaristas | John "Bradshaw" Layfield            |
| Comentaristas | Michael Cole                        |
| Comentaristas | Scott Stanford (Pré-show)           |
| Comentaristas | Matt Striker (Pré-show)             |
| Comentaristas | Carlos Cabrera (Espanhol)           |
| Comentaristas | Marcelo Rodríguez (Espanhol)        |
| Locutores     | Tony Chimel (Pré-show)              |
| Locutores     | Lilian Garcia (SmackDown)           |
| Locutores     | Justin Roberts (Raw)                |
| Locutores     | Ricardo Rodriguez (Alberto Del Rio) |
| Repórter      | Josh Mathews                        |
| Árbitros      | Scott Armstrong                     |
| Árbitros      | John Cone                           |
| Árbitros      | Mike Chioda                         |
| Árbitros      | Charles Robinson                    |
| Árbitros      | Jack Doan                           |
| Árbitros      | Rod Zapata                          |
| Árbitros      | Brad Maddox                         |
| Árbitros      | Chad Patton                         |
| Gerente Geral | AJ Lee (Raw)                        |
| Gerente Geral | Booker T (SmackDown)                |

Antes do evento começar, um pré-show aconteceu, sendo transmitido pelo YouTube gratuitamente. Uma battle royal de 16 lutadores aconteceu, com Zack Ryder eliminando por último Tensai para ganhar uma luta pelo United States Championship mais tarde.

### Lutas preliminares
O primeiro combate do evento foi entre The Miz, Cody Rhodes, Sin Cara e Rey Mysterio pelo Intercontinental Championship de Miz. Rey e Cara se uniram contra Miz e Rhodes. Logo, no entanto, passaram a lutar um contra o outro. Durante a luta, Rhodes tentou tirar a máscara de Cara, sem sucesso. Sin Cara colocou uma máscara em Miz que, cegado, aplicou um Skull Crushing Finale em Rhodes, vencendo.
Na luta seguinte, R-Truth e Kofi Kingston defenderam o WWE Tag Team Championship contra Daniel Bryan e Kane. A última dupla discutiu durante todo o combate. Eles, no entanto, se abraçaram para fazer as pazes. Durante o combate, Bryan empurrou Kane em cima de Kofi, vencendo.
Antonio Cesaro, acompanhado ao ringue por Aksana, defendeu o United States Championship contra Zack Ryder na terceira luta. Cesaro venceu após um Neutralizer.
Randy Orton enfrentou Dolph Ziggler, acompanhado por Vickie Guerrero, no quarto combate. Orton venceu após um RKO. Durante o evento, Kaitlyn foi atacada nos bastidores, lesionando seu tornozelo e sendo substituída na luta contra Layla pelo Divas Championship por Eve, que derrotou Layla e conquistou o título.

### Lutas principais
Sheamus enfrentou Alberto Del Rio, acompanhado por David Otunga e Ricardo Rodriguez, pelo World Heavyweight Championship. Antes do combate, o Gerente Geral do SmackDown Booker T voltou a legalizar o Brogue Kick. Logo que a luta começou, Sheamus aplicou o chute em Otunga, após Del Rio se esquivar. Del Rio passou o combate atacando o braço de Sheamus, mas foi derrotado após um Brogue Kick.
CM Punk, acompanhado por Paul Heyman, defendeu o WWE Championship contra John Cena na luta final da noite. Ao fim da luta, os dois colocam os ombros no ringue durante a contagem, resultando em um empate, com Punk mantendo o título e, com ele, atacando Cena.

## Recepção
O evento recebeu criticas positivas. O tabloide inglês The Sun deu ao evento uma nota 8, congratulando a luta entre Punk e Cena, principalmente pelo evento principal ter acabado em empate, sendo uma agradável surpresa aos fãs.

## Resultados
| Nº                                          | Resultados                                                                  | Estipulações                                                              | Tempo |
| ------------------------------------------- | --------------------------------------------------------------------------- | ------------------------------------------------------------------------- | ----- |
| Pré- show                                   | Zack Ryder venceu ao eliminar por último Tensai (com Sakamoto)              | Battle Royal de 16 lutadores por uma luta pelo United States Championship | 5:43  |
| 1                                           | The Miz (c) derrotou Rey Mysterio, Cody Rhodes e Sin Cara                   | Luta Fatal-Four-Way pelo Intercontinental Championship                    | 12:05 |
| 2                                           | Kane e Daniel Bryan derrotaram Kofi Kingston e R-Truth (c)                  | Luta de duplas pelo WWE Tag Team Championship                             | 8:30  |
| 3                                           | Antonio Cesaro (c) (com Aksana) derrotou Zack Ryder                         | Luta individual pelo United States Championship                           | 6:40  |
| 4                                           | Randy Orton derrotou Dolph Ziggler (com Vickie Guerrero)                    | Luta individual                                                           | 18:24 |
| 5                                           | Eve Torres derrotou Layla (c)                                               | Luta individual pelo Divas Championship                                   | 7:05  |
| 6                                           | Sheamus (c) derrotou Alberto Del Rio (com Ricardo Rodriguez e David Otunga) | Luta individual pelo World Heavyweight Championship                       | 14:25 |
| 7                                           | CM Punk (c) (com Paul Heyman) vs. John Cena acabou em empate                | Luta individual pelo WWE Championship                                     | 26:55 |
| (c) – Refere-se aos campeões antes da luta. |                                                                             |                                                                           |       |

1. ↑  Os outros participantes eram: Brodus Clay (com Cameron e Naomi), Epico e Primo (com Rosa Mendes), Justin Gabriel, Tyson Kidd, Michael McGillicutty, Prime Time Players (Darren Young e Titus O'Neil), Jinder Mahal, JTG, Drew McIntyre, Ted DiBiase, Heath Slater e Santino Marella.